# Dani Fernández
Pour les articles homonymes, voir Daniel Fernandez, Fernández et Artola.
Daniel Fernández Artola, né le 21 janvier 1983 à Barcelone, est un joueur de football espagnol. Il évolue comme arrière droit devenu entraîneur.